# ルーシー・ナイト
ルーシー・ナイト（Lucy Knight）は英国、ヨーロッパを中心に活躍するフィットネス・インストラクター。バランスボールでは英国の第一人者として認められているほか、ピラティス、ヨガをはじめ幅広い分野で活動中。現在は、フィットネスセンターを運営しながら個人レッスンなども行なっている。2003年にはケロッグのフィットネスキャンペーンに参加。AVONの2004年カタログの表紙も飾っている。

## 主な出演作品
- DVD「ピラティスでぽっこりお腹をキュッ!」：クリエイティヴ・コア(旧社名TDKコア)（2004年）
- DVD「バランスボール・エクササイズ」：クリエイティヴ・コア(旧社名TDKコア)（2007年）

| スタブアイコン | サブスタブ | この項目は、まだ閲覧者の調べものの参照としては役立たない、スポーツ関係者に関連した書きかけの項目です。この項目を加筆・訂正などしてくださる協力者を求めています（P:スポーツ/PJ:スポーツ人物伝）。 |